# Jonathan Edwards (theoloog)
Jonathan Edwards (East Windsor (Connecticut), 5 oktober 1703 - Princeton (New Jersey), 22 maart 1758) was een Noord-Amerikaans opwekkingsprediker, theoloog, en zendeling bij de Indianen. Hij heeft een brede invloed gehad. Hij wordt vaak geassocieerd met zijn opkomen voor de calvinistische theologie en zijn puriteinse nalatenschap.

## Jeugd Edwards
Edwards werd geboren als de enige zoon in een gezin van elf kinderen. Zijn vader, Timothy Edwards (1668–1759), was toen predikant in East Windsor. Hij werd thuis klaargestoomd voor het hoger onderwijs en ging in 1716 studeren aan Yale College, op dertienjarige leeftijd. In de jaren daarna make hij kennis met John Lockes' Essay Concerning Human Understanding dat een grote invloed op hem had. Na Yale studeerde hij nog twee jaar theologie in New Haven (Connecticut). 
Van 1722 tot 1723 diende hij 8 maanden als klerk in een kleine Presbyteriaanse kerk in New York. De kerk nodigde hem uit om langer te blijven, maar hij legde dit beroep naast zich neer. Hij werd (een van de twee) tutor(s) op Yale. Tijdens deze periode - weten wij uit zijn dagboek - hield Edwards zich sterk bezig met de vraag rondom zijn persoonlijk behoud. In 1726 had hij een bekeringservaring. De leer van de uitverkiezing, waarbij sommigen worden gered, en andere bestemd zijn voor het eeuwig oordeel, zag hij toen niet langer als een 'afschuwelijk oordeel', maar als 'bijzonder prettig, prachtig en goed". Hij kreeg meer levensvreugde en legde een bijna ascetische hang naar eenvoud en soberheid aan de dag en wilde geen tijd verspillen.
Op 15 februari 1727 werd hij aangesteld als predikant in Northampton om zijn grootvader Solomon Stoddard te assisteren. Hij besteedde veel tijd aan studie, gemiddeld zo'n 13 uur op een dag. In hetzelfde jaar trouwde hij met Sarah Pierpont, de 17-jarige dochter van een van de oprichters van Yale. Edwards was al eerder onder de indruk geraakt voor haar persoonlijke toewijding aan God. Samen zouden zij elf kinderen krijgen. Op 11 februari 1729 overleed Solomon Stoddard. Daardoor kreeg Edwards de leiding in een van de grootste en welvarendste kerken uit de koloniën. De kerkgangers waren trots op haar moraal, cultuur en reputatie.

## First Great Awakening
In 1731 hield Edwards een publieke lezing in Boston, die later gepubliceerd werd onder de titel God Glorified - in Man's Dependence. Dit was zijn eerste publieke aanval op het Arminianisme. Zijn leidende gedachte was Gods absolute soevereiniteit bij de redding van mensen.
In 1733 brak er een opwekking uit in Northampton en bereikte in de winter van 1734 haar hoogtepunt. In zes maanden voegden zich bijna 300 mensen bij de kerk. De opwekking gaf Edwards de mogelijkheid om uitgebreid het proces van bekering in alle vormen en omstandigheden te observeren. In A Faithful Narrative of the Surprising Work of God in the Conversion of Many Hundred Souls in Northampton (1737) doet hij hier uitgebreid verslag van. Een jaar later publiceerde hij Discourses on Various Important Subjects. Daarin waren de vijf preken opgenomen die het meest effectief waren geweest tijdens de revival. 
In 1735 nam de opwekking in kracht af, maar dit was slechts van korte duur. De Northampton-revival had zich door Connecticut verspreid en was zelfs bekend geworden in Engeland en Schotland. In 1739-40 brak onder leiding van Edwards de First Great Awakening uit. In deze tijd kwam hij ook in aanraking met George Whitefield en sprak zijn bekendste preek Zondaars in de hand van een toornend God uit in Enfield, Connecticut, in 1741.
De beweging kon niet rekenen op de sympathie van veel vooraanstaande kerkleiders uit Edwards' tijd. In 1741 publiceerde Edwards Distinguishing Marks of a Work of the Spirit of God, waarin hij inging op lichamelijk manifestaties, zoals schudden en schreeuwen, die plaatsvonden onder zijn toehoorders. Dit waren volgens hem geen tekenen van het werk van de Heilige Geest. Met dit boek haalde hij de bezwaren tegen de opwekking niet weg. Een jaar later verdedigde hij zich in een tweede publicatie Thoughts on the Revival in New England. Zijn belangrijke argument was de morele verbetering in het hele land. In hetzelfde document verdedigde hij het doen van een beroep op de emoties en het houden van, indien nodig 'doempreken'. Hij beschouwde de lichaamsmanifestaties minder belangrijk dan tot het echte werk van God, maar gaf ook aan dat het het lichaam kan reageren op een Goddelijke bezoeking. 
Ondanks Edwards' pamflet ontstond de indruk dat de lichaamsmanifestaties door de aanhangers van de First Great Awakening werden gezien als het echte bewijs van bekering. In 1742 en 1743 hield Edwards een aantal preken die verschenen onder de naam Religious Affections.

## Wetenschap
Edwards was gefascineerd door de ontdekking van Isaac Newton en andere wetenschappers uit zijn tijd. Voordat hij fulltime predikant werd in Northampton, schreef hij over verschillende thema's wat betreft de natuurlijke filosofie, zoals vliegende spinnen, licht en optica. Hij maakte zich zorgen over het materialisme en het geloof in de rede alleen van sommige van de wetenschappers uit zijn tijd. Hij zag de natuurwetten als afkomstig van God en een demonstratie van zijn wijsheid en zorg. Wetenschappelijke ontdekkingen bedreigden zijn geloof niet, omdat er voor hem geen tegenstelling was tussen het geestelijke en stoffelijke.

## Verdere leven Edwards
In 1748 brak een crisis uit in de relatie met zijn kerk. Het Half-Way Covenant, aangenomen door de synodes van 1657 en 1662, stelde dat de doop voor iedereen beschikbaar was, maar niet de deelname aan het avondmaal. Edwards' grootvader en voorganger in de gemeente nam een liberaler standpunt in en liet iedereen toe tot het avondmaal. In 1744 sprak Edwards zijn afkeer hierover uit en maakte tijdens een kerksamenkomst de namen bekend van een aantal jongeren, leden van de kerk, die ervan verdacht werden niet-fatsoenlijke boeken te hebben gelezen. Ook de namen van getuigen in deze zaak werden bekendgemaakt. Dit incident zorgde voor een verdere verwijdering tussen Edwards en zijn gemeenteleden. 
Ook zijn prediking maakte Edwards niet populairder. Omdat zich geen nieuwe predikant aandiende kon Edwards nog vier jaar aanblijven. In 1748 diende zich een predikant aan en na een slepend conflict werd Edwards in 1749 afgezet. Zijn afscheidspreek was waardig. Hij keek niet met wrok terug op de affaire. 
Edwards kreeg een beroep uit Schotland en de staat Virginia, maar legde deze naast zich neer. In plaats daarvan werd hij predikant in een kerk te Stockbridge en begon van daaruit zijn zending richting de Housatonic-indianen. Hij sprak tot de Indianen door middel van een tolk. Hij verdedigde hun rechten door de handelingen van sommige (blanke) functionarissen aan de kaak te stellen, die hun positie gebruikten om een persoonlijk fortuin te verwerven. In deze periode te Stockbridge schrijft hij twee van zijn meest beroemde geschriften, namelijk De vrijheid van de wil en De erfzonde.
In 1757 volgde hij zijn schoonzoon Aaron Burr, die vijf jaar eerder getrouwd was met zijn dochter Esther en de vader van de latere vicepresident van Amerika Aaron Burr zou zijn, op als president van de College of New Jersey (nu Princeton Universiteit). Hij werd benoemd op 16 februari 1758. 
In verband met een dreigende pokkenepidemie, laat hij zich vrijwel meteen na zijn aanstelling inenten tegen de pokken. Deze inenting veroorzaakte echter koorts. Edwards had nooit een heel sterke gezondheid gehad en overleed hierdoor op 54-jarige leeftijd. Hij werd begraven op Princeton Cemetery.

## Gepubliceerde werken van Edwards
- De ruimte van soevereine genade. Zeven preken. Vertaling door prof. dr. A. Baars en drs. Liesbeth van Klinken-Rijneveld (Apeldoorn. De Banier. 2016).
- Religieuze gevoelens.(Om Sions Wil, 2013).

- Biblioteca Nacional de España: XX1163074
- Bibliothèque nationale de France: cb11929957w (data)
- Gemeinsame Normdatei: 118687913
- International Standard Name Identifier: 0000 0001 2095 5232
- Library of Congress Control Number: n79084179
- Nationale Bibliotheek van Letland: 000135873
- Bibliotheek van het Japanse parlement: 00465999
- Nationale Bibliotheek van Tsjechië: jn20000700471
- Nationale bibliotheek van Australië: 35057788
- Nationale Bibliotheek van Israël: 987007260626405171
- Nationale Bibliotheek van Polen: a0000002738236
- Nederlandse Thesaurus van Auteursnamen: 070465096
- Istituto Centrale per il Catalogo Unico: MILV250292
- LIBRIS: 186369
- SNAC: w60001p6
- Système universitaire de documentation: 027207463
- Trove: 814318
- Virtual International Authority File: 7398821
- WorldCat: E39PBJfWTPH3PXCy8FGQKXP84q